# Pentanota meuseli
Pentanota meuseli är en skalbaggsart som beskrevs av Max Bernhauer 1905. Pentanota meuseli ingår i släktet Pentanota och familjen kortvingar. Enligt den svenska rödlistan är arten nära hotad i Sverige. Arten förekommer i Götaland, Svealand, Nedre Norrland och Övre Norrland. Artens livsmiljö är skogslandskap. Inga underarter finns listade i Catalogue of Life.